# 馬希隱
马希隱（？—？），马楚武穆王马殷之少子，排行不详。
马希隱在馬希範在位时为静江节度副使。马希广、马希萼争位，南汉刘晟派吴怀恩入侵，马希广让彭彦晖防备。马希萼以彭彦晖为桂州都监。马希隱让蒙州刺史许可琼来桂州帮自己抵制彭彦晖。吴怀恩占领蒙州。刘晟以舅甥之情劝投降，吴怀恩兵临城下，马希隱投奔全州，桂州归南汉。楚国灭亡随哥哥马希崇、马希能十九人住在南唐的扬州。周世宗显德三年（956年）后周攻克扬州，周世宗下诏安抚马氏兄弟。后来南唐收复扬州，马希隱随周世宗到达开封，被任命为节度行军司马，终于其职。